# A Weather
A Weather là một ban nhạc rock indie của Mỹ đến từ Portland, Oregon, đứng đầu là Aaron Gerber và Sarah Winchester. Các thành viên khác bao gồm Zach Boyle, Aaron Krenkel và Louis Thomas. Album đầu tay của họ, Cove (2008), được mô tả là "nhạc pop thính phòng được chế tác nhẹ nhàng" và "bùng nổ với những giai điệu phức tạp và sự sắp xếp tuyệt vời", và được phát hành với nhiều đánh giá tốt.
Năm 2007, ban nhạc lưu diễn tại Hoa Kỳ với ban nhạc Bright Eyes.
Vào tháng 3 năm 2010, A Weather đã phát hành đĩa nhạc phòng thu thứ hai mang tên Everyday Balloons.

## Danh sách đĩa nhạc
- Cove (2008, Team Love)
- Everyday Balloons (2010, Team Love)